# ŠKF Sereď
ŠKF Sereď är en slovakisk fotbollsklubb från Sereď.

## Placering tidigare säsonger
| Säsong  | Nivå | Liga         | Placering | Referens |
| ------- | ---- | ------------ | --------- | -------- |
| 2014/15 | 2    | 2. liga      | 10        | [ 2 ]    |
| 2015/16 | 2    | 2. liga      | 10        | [ 3 ]    |
| 2016/17 | 2    | 2. liga      | 6         | [ 4 ]    |
| 2017/18 | 2    | 2. liga      | 1         | [ 5 ]    |
| 2018/19 | 1    | Fortuna liga | 6         | [ 6 ]    |
| 2019/20 | 1    | Fortuna liga | 9         | [ 7 ]    |
| 2020/21 | 1    | Fortuna liga | 7         | [ 8 ]    |
| 2021/22 | 1    | Fortuna liga | 5         | [ 9 ]    |